# Le Naufrage du Pamir
Le Naufrage du Pamir (Der Untergang der Pamir) est un téléfilm allemand, réalisé par Kaspar Heidelbach (de), et diffusé en 2006.

## Fiche technique
- Titre allemand : Der Untergang der Pamir
- Réalisation : Kaspar Heidelbach (de)
- Scénario : Fritz Muller-Scherz
- Photographie : Daniel Koppeikamm
- Musique : Arno Steffen
- Durée : 180 min

## Distribution
- Klaus J. Behrendt : Alexander "Acki" Lüders
- Jan Josef Liefers : Officier Hans Ewald
- Herbert Knaup : Ludwig Lewerenz
- Peter Striebeck : Erich Oldenburg
- Max Riemelt: Carl-Friedrich von Krempin
- Peter Becker : Bernd "Stummel" Ahlers
- Marlon Kittel : Josef Pütz
- Florian Jahr : Dirk Petermann
- Dietmar Bär : Klaus "Globus" Nissen
- Uwe Rohde : Jan Gleiters
- Benjamin Sadler: Victor Reetz
- Tilo Prückner : Helmut Klimsch